# Endre (prénom)
Endre est un prénom hongrois masculin.

## Personnalités portant ce prénom
- Pour l'ensemble des articles sur les personnes portant ce prénom, consulter :
  - la liste des articles dont le titre commence par ce prénom
  - les listes produites par Wikidata : Liste des personnes de prénom « Endre » — même liste en incluant les éventuels prénoms composés qui contiennent « Endre ».

- Endre Ady, poète et journaliste hongrois (1877-1919).
- Endre Bajcsy-Zsilinszky, personnalité politique hongroise (1886-1944).
- Endre Botka, footballeur hongrois (1994-).
- Endre Bálint, peintre hongrois.
- Endre Czeizel, médecin hongrois.
- Endre Farkas Wellmann, poète et romancier roumain (1975-).
- Endre Fülei-Szántó, professeur en langue hongrois (1924-1995).
- Endre Hegedűs, pianiste hongrois.
- Endre Illés, écrivain hongrois (1902-1986).
- Endre Kabos, escrimeur hongrois.
- Endre Kelemen, athlète hongrois.
- Endre Koréh, chanteur d'opéra hongrois (1906-1960).
- Endre Midtstigen, acteur norvégien (1986-).
- Endre Mistéth ingénieur civil hongrois (1912-2006).
- Endre Molnár, joueur de water-polo hongrois (1945-).
- Endre Palócz, escrimeur hongrois (1911-1988).
- Endre Rozsda, peintre franco-hongrois (1913-1999).
- Endre Skandfer, animateur norvégien.
- Endre Steiner, joueur d'échec hongrois (1901-1944).
- Endre Strømsheim, biathlète norvégien (1997-).
- Endre Szemerédi, mathématicien hongrois (1940-).
- Endre Szervánszky, compositeur hongrois (1911-1977).
- Endre Székely, compositeur hongrois.
- Endre Süli, mathématicien hongrois.
- Endre Tilli, escrimeur hongrois (1922-1958).
- Endre Tót, artiste hongrois.